# Canton de Corbie
Pour les articles homonymes, voir Corbie (homonymie).
Le canton de Corbie est une circonscription électorale française située dans le département de la Somme et la région Hauts-de-France.

## Géographie
Ce canton est organisé autour de Corbie dans les arrondissements d'Amiens et de Péronne. Son altitude varie de 26 m (Corbie) à 163 m (La Vicogne).

## Histoire
Par décret du 26 février 2014, le nombre de cantons du département est divisé par deux, avec mise en application aux élections départementales de mars 2015. Le canton de Corbie est conservé et s'agrandit. Il passe de 23 à 40 communes.

## Représentation

### Conseillers généraux de 1833 à 2015
| Période | Période          | Identité                       | Étiquette                    | Qualité |
| ------- | ---------------- | ------------------------------ | ---------------------------- | --- |
| 1833    | 1848             | Paul Firmin Obry               |                              | Propriétaire, cultivateur, maître de poste Maire de Villers-Bretonneux                                                  |
| 1848    | 1861             | Oswald de Caix de Saint-Aymour |                              | Propriétaire, maire d'Hornoy-le-Bourg                                                                                   |
| 1861    | 1870             | Edmond Gressier                | Majorité dynastique          | Avocat à Paris, Président du Conseil Général (1869-1870) Député (1863-1869) - Sénateur (1869-1870) Ministre (1868-1870) |
| 1870    | 1871             | Marquis Augustin de Lameth     |                              | Propriétaire à Hénencourt                                                                                               |
| 1871    | 1877 (décès)     | Jules Lardière                 |                              | Directeur de manufacture, maire de Fouilloy                                                                             |
| 1877    | 1882 (démission) | Ernest Dieu                    | Républicain opportuniste     | Manufacturier à Villers-Bretonneux Député (1881-1885)                                                                   |
| 1882    | 1889 (décès)     | Charles Ducamp                 |                              | Maire de Corbie |
| 1889    | 1896 (décès)     | Alphonse Tonnel                | Conservateur                 | Fabricant de bonneterie, maire de Marcelcave                                                                            |
| 1897    | 1907 (décès)     | Léon Curé                      | Républicain                  | Médecin Maire de Corbie                                                                                                 |
| 1907    | 1913             | Henri Outrequin                | Républicain                  | Manufacturier en laine Maire de Villers-Bretonneux (1905-1912)                                                          |
| 1913    | 1919             | Adolphe Hourdequin-Dhaille     | Droite                       | Directeur d'une filature et teinturerie de laine peignée Maire de Ribemont-sur-Ancre                                    |
| 1919    | 1925             | Raoul Lemaire                  | Parti républicain-socialiste | Propriétaire à Villers-Bretonneux                                                                                       |
| 1925    | 1934 (décès)     | Jean Masse                     | Républicains de gauche       | Industriel dans le textile Maire de Corbie (1919-1934), conseiller d'arrondissement Député (1928-1932)                  |
| 1934    | 1937 (décès)     | Lucien Sellier                 | Républicain                  | Débitant de boissons Conseiller municipal de Corbie                                                                     |
| 1937    | 1940             | Léon Lemaire                   | PC-SFIC                      | Brasseur Maire de Corbie (1935-1939)                                                                                    |
|         |                  |                                |                              | |
| 1945    | 1949             | Léon Lemaire                   | PCF                          | Brasseur Maire de Corbie (1935-1939 et 1944-1947)                                                                       |
| 1949    | 1972 (décès)     | Paul Domisse                   | SFIO puis Soc.ind.           | Industriel Maire de Fouilloy (1935-1972)                                                                                |
| 1972    | 1985             | Claude Lemoine                 | PCF                          | Technicien Maire de Villers-Bretonneux (1971-1983) Conseiller régional                                                  |
| 1985    | 2004             | Alain Gest                     | UDF-PR puis UMP              | Consultant Député (1993-1997 et depuis 2002) Adjoint au maire d'Heilly Président du Conseil général (2001-2004)         |
| 2004    | 2015             | Isabelle Demaison              | PS                           | Infirmière Ancienne adjointe au maire de Montdidier Conseillère municipale de Corbie Vice-Présidente du Conseil général |

### Conseillers d'arrondissement (de 1833 à 1940)
| Période                                  | Période | Identité              | Étiquette | Qualité |
| ---------------------------------------- | ------- | --------------------- | --------- | --- |
| 1833                                     | 1839    | Pierre Alexis Fresnoy |           | Avoué à Amiens, propriétaire à Daours                                                                       |
| 1839                                     | 1848    | Pierre Louis Caüet    |           | Maire d'Heilly                                                                                              |
|                                          |         |                       |           | |
| 1911                                     | 1919    | Alexis Lacourbas      | SFIO      | Licencié ès sciences, professeur à l'école primaire supérieure de Villers-Bretonneux                        |
| 1919                                     | 1925    | Jean Masse            | RG        | Industriel dans le textile, maire de Corbie (1919-1934)                                                     |
| 1925                                     | 1934    | Jules Vendeville      | Radical   | Médecin, maire de Villers-Bretonneux (1914-1940)                                                            |
| 1934                                     | 1940    | Théodule Tierce       | Rad.ind.  | Ancien négociant en grains, Aubigny                                                                         |
| 1940                                     |         |                       |           | Les conseils d'arrondissement ont été suspendus par la loi du 12 octobre 1940 et n'ont jamais été réactivés |
| Les données manquantes sont à compléter. |         |                       |           | |

### Conseillers départementaux depuis 2015
| Période élective | Période élective | Mandat | Mandat   | Identité           | Nuance | Nuance | Qualité |
| ---------------- | ---------------- | ------ | -------- | ------------------ | ------ | ------ | --- |
| 2015             | 2021             | 2015   | 2021     | Alex Gaffez        |        | RN     | Employé au C.H.U. |
| 2015             | 2021             | 2015   | 2021     | Patricia Wybo      |        | RN     | Conseillère municipale de La Vicogne |
| 2021             | 2028             | 2021   | en cours | Jean-Michel Bouchy |        | UDI    | Professeur de cuisine dans un lycée hôtelier à Amiens Maire de Naours (2008 → ) Vice-président de la CC du Territoire Nord Picardie (2017 → ) |
| 2021             | 2028             | 2021   | en cours | Sabine Carton      |        | DVD    | Cadre au rectorat Conseillère municipale de Corbie (2008 → )                                                                                  |

### Résultats détaillés

#### Élections de mars 2015
| Candidats            | Candidats        | Partis      | Partis      | Premier tour | Premier tour | Second tour | Second tour |
| Candidats            | Candidats        | Partis      | Partis      | Voix         | %            | Voix        | %           |
| -------------------- | ---------------- | ----------- | ----------- | ------------ | ------------ | ----------- | ----------- |
| 1                    | Alex Gaffez      |             | FN          | 3 937        | 42,18        | 4 572       | 51,02       |
| 1                    | Patricia Wybo    |             | FN          | 3 937        | 42,18        | 4 572       | 51,02       |
| 2                    | Élodie Héren     |             | EELV        | 2 731        | 29,26        | 4 346       | 48,50       |
| 2                    | François Manable |             | PS          | 2 731        | 29,26        | 4 346       | 48,50       |
| 3                    | Johanna Bougon   |             | UDI         | 2 665        | 28,55        | 43          | 0,48        |
| 3                    | Ludovic Kessler  |             | UMP         | 2 665        | 28,55        | 43          | 0,48        |
|                      |                  |             |             |              |              |             |             |
| Inscrits             | Inscrits         | Inscrits    | Inscrits    | 18 441       | 100,00       | 18 408      | 100,00      |
| Abstentions          | Abstentions      | Abstentions | Abstentions | 8 464        | 45,90        | 8 226       | 44,69       |
| Votants              | Votants          | Votants     | Votants     | 9 977        | 54,10        | 10 182      | 55,31       |
| Blancs               | Blancs           | Blancs      | Blancs      | 440          | 4,41         | 903         | 8,87        |
| Nuls                 | Nuls             | Nuls        | Nuls        | 204          | 2,04         | 318         | 3,12        |
| Exprimés             | Exprimés         | Exprimés    | Exprimés    | 9 333        | 93,55        | 8 961       | 88,01       |
| * conseiller sortant |                  |             |             |              |              |             |             |

#### Élections de juin 2021
Le premier tour des élections départementales de 2021 est marqué par un très faible taux de participation (33,26 % au niveau national). Dans le canton de Corbie, ce taux de participation est de 37,03 % (6 857 votants sur 18 517 inscrits) contre 36,82 % au niveau départemental. À l'issue de ce premier tour, deux binômes sont en ballottage : Jean-Michel Bouchy et Sabine Carton (Union au centre et à droite, 39,46 %) et Christian de Blangie et Patricia Wybo (RN, 34,55 %),.
Le second tour des élections est marqué une nouvelle fois par une abstention massive équivalente au premier tour. Les taux de participation sont de 34,36 % au niveau national, 36,7 % dans le département et 36,54 % dans le canton de Corbie. Jean-Michel Bouchy et Sabine Carton (Union au centre et à droite) sont élus avec 61,45 % des suffrages exprimés (3 793 voix pour 6 768 votants et 18 523 inscrits),,.

## Composition

### Composition avant 2015

Situation du canton de Corbie dans le département de la Somme avant 2015.

Le canton de Corbie regroupait 23 communes.
| Nom                | Code Insee | Codepostal | Superficie (km2) | Population (dernière pop. légale) | Densité (hab./km2) |
| ------------------ | ---------- | ---------- | ---------------- | --------------------------------- | ------------------ |
| Corbie (chef-lieu) | 80212      | 80800      | 16,25            | 6 290 (2012)                      | 387                |
| Aubigny            | 80036      | 80800      | 9,75             | 450 (2012)                        | 46                 |
| Baizieux           | 80052      | 80300      | 5,09             | 203 (2012)                        | 40                 |
| Bonnay             | 80112      | 80800      | 5,86             | 241 (2012)                        | 41                 |
| Bresle             | 80138      | 80300      | 3,54             | 123 (2012)                        | 35                 |
| Bussy-lès-Daours   | 80156      | 80800      | 8,10             | 345 (2012)                        | 43                 |
| Daours             | 80234      | 80800      | 8,65             | 815 (2012)                        | 94                 |
| Fouilloy           | 80338      | 80800      | 5,73             | 1 882 (2012)                      | 328                |
| Franvillers        | 80350      | 80800      | 4,77             | 530 (2012)                        | 111                |
| Le Hamel           | 80411      | 80800      | 9,12             | 515 (2012)                        | 56                 |
| Hamelet            | 80412      | 80800      | 5,93             | 564 (2012)                        | 95                 |
| Heilly             | 80426      | 80800      | 9,37             | 390 (2012)                        | 42                 |
| Hénencourt         | 80429      | 80300      | 3,26             | 192 (2012)                        | 59                 |
| Lahoussoye         | 80458      | 80800      | 4,09             | 438 (2012)                        | 107                |
| Lamotte-Brebière   | 80461      | 80450      | 4,25             | 236 (2012)                        | 56                 |
| Lamotte-Warfusée   | 80463      | 80800      | 9,36             | 674 (2012)                        | 72                 |
| Marcelcave         | 80507      | 80800      | 12,49            | 1 084 (2012)                      | 87                 |
| Ribemont-sur-Ancre | 80672      | 80800      | 9,23             | 603 (2012)                        | 65                 |
| Vaire-sous-Corbie  | 80774      | 80800      | 6,74             | 278 (2012)                        | 41                 |
| Vaux-sur-Somme     | 80784      | 80800      | 5,18             | 304 (2012)                        | 59                 |
| Vecquemont         | 80785      | 80800      | 1,87             | 547 (2012)                        | 293                |
| Villers-Bretonneux | 80799      | 80800      | 14,51            | 4 210 (2012)                      | 290                |
| Warloy-Baillon     | 80820      | 80300      | 15,27            | 824 (2012)                        | 54                 |

### Composition depuis 2015
Le canton de Corbie regroupe 40 communes.
| Nom                            | Code Insee | Intercommunalité               | Superficie (km2) | Population (dernière pop. légale) | Densité (hab./km2) | Modifier                                    |
| ------------------------------ | ---------- | ------------------------------ | ---------------- | --------------------------------- | ------------------ | ------------------------------------------- |
| Corbie (bureau centralisateur) | 80212      | CC du Val de Somme             | 16,25            | 6 080 (2022)                      | 374                | modifier les données · modifier les données |
| Baizieux                       | 80052      | CC du Val de Somme             | 5,09             | 242 (2022)                        | 48                 | modifier les données · modifier les données |
| Bavelincourt                   | 80056      | CC du Territoire Nord Picardie | 7,75             | 100 (2022)                        | 13                 | modifier les données · modifier les données |
| Beaucourt-sur-l'Hallue         | 80066      | CC du Territoire Nord Picardie | 5,47             | 279 (2022)                        | 51                 | modifier les données · modifier les données |
| Béhencourt                     | 80077      | CC du Territoire Nord Picardie | 7,06             | 306 (2022)                        | 43                 | modifier les données · modifier les données |
| Bonnay                         | 80112      | CC du Val de Somme             | 5,86             | 248 (2022)                        | 42                 | modifier les données · modifier les données |
| Bresle                         | 80138      | CC du Val de Somme             | 3,54             | 118 (2022)                        | 33                 | modifier les données · modifier les données |
| Cerisy                         | 80184      | CC du Val de Somme             | 10,94            | 545 (2022)                        | 50                 | modifier les données · modifier les données |
| Chipilly                       | 80192      | CC du Val de Somme             | 6,85             | 166 (2022)                        | 24                 | modifier les données · modifier les données |
| Contay                         | 80207      | CC du Territoire Nord Picardie | 8,41             | 310 (2022)                        | 37                 | modifier les données · modifier les données |
| Fouilloy                       | 80338      | CC du Val de Somme             | 5,73             | 1 762 (2022)                      | 308                | modifier les données · modifier les données |
| Franvillers                    | 80350      | CC du Val de Somme             | 4,77             | 555 (2022)                        | 116                | modifier les données · modifier les données |
| Fréchencourt                   | 80351      | CC du Territoire Nord Picardie | 5,59             | 254 (2022)                        | 45                 | modifier les données · modifier les données |
| Le Hamel                       | 80411      | CC du Val de Somme             | 9,12             | 488 (2022)                        | 54                 | modifier les données · modifier les données |
| Hamelet                        | 80412      | CC du Val de Somme             | 5,93             | 633 (2022)                        | 107                | modifier les données · modifier les données |
| Heilly                         | 80426      | CC du Val de Somme             | 9,37             | 440 (2022)                        | 47                 | modifier les données · modifier les données |
| Hénencourt                     | 80429      | CC du Val de Somme             | 3,26             | 192 (2022)                        | 59                 | modifier les données · modifier les données |
| Lahoussoye                     | 80458      | CC du Val de Somme             | 4,09             | 449 (2022)                        | 110                | modifier les données · modifier les données |
| Lamotte-Warfusée               | 80463      | CC du Val de Somme             | 9,36             | 715 (2022)                        | 76                 | modifier les données · modifier les données |
| Marcelcave                     | 80507      | CC du Val de Somme             | 12,49            | 1 293 (2022)                      | 104                | modifier les données · modifier les données |
| Méricourt-l'Abbé               | 80530      | CC du Val de Somme             | 6,95             | 595 (2022)                        | 86                 | modifier les données · modifier les données |
| Mirvaux                        | 80550      | CC du Territoire Nord Picardie | 2,29             | 120 (2022)                        | 52                 | modifier les données · modifier les données |
| Molliens-au-Bois               | 80553      | CC du Territoire Nord Picardie | 7,28             | 345 (2022)                        | 47                 | modifier les données · modifier les données |
| Montigny-sur-l'Hallue          | 80562      | CC du Territoire Nord Picardie | 4,91             | 185 (2022)                        | 38                 | modifier les données · modifier les données |
| Morcourt                       | 80569      | CC du Val de Somme             | 7,56             | 330 (2022)                        | 44                 | modifier les données · modifier les données |
| Naours                         | 80584      | CC du Territoire Nord Picardie | 16,55            | 1 055 (2022)                      | 64                 | modifier les données · modifier les données |
| Pierregot                      | 80624      | CC du Territoire Nord Picardie | 2,46             | 282 (2022)                        | 115                | modifier les données · modifier les données |
| Pont-Noyelles                  | 80634      | CC du Val de Somme             | 8,62             | 815 (2022)                        | 95                 | modifier les données · modifier les données |
| Ribemont-sur-Ancre             | 80672      | CC du Val de Somme             | 9,23             | 619 (2022)                        | 67                 | modifier les données · modifier les données |
| Rubempré                       | 80686      | CC du Territoire Nord Picardie | 10,08            | 723 (2022)                        | 72                 | modifier les données · modifier les données |
| Sailly-Laurette                | 80693      | CC du Val de Somme             | 6,38             | 337 (2022)                        | 53                 | modifier les données · modifier les données |
| Sailly-le-Sec                  | 80694      | CC du Val de Somme             | 6,74             | 350 (2022)                        | 52                 | modifier les données · modifier les données |
| Talmas                         | 80746      | CC du Territoire Nord Picardie | 19,20            | 1 084 (2022)                      | 56                 | modifier les données · modifier les données |
| Treux                          | 80769      | CC du Val de Somme             | 2,24             | 219 (2022)                        | 98                 | modifier les données · modifier les données |
| Vadencourt                     | 80773      | CC du Territoire Nord Picardie | 4,92             | 102 (2022)                        | 21                 | modifier les données · modifier les données |
| Vaire-sous-Corbie              | 80774      | CC du Val de Somme             | 6,74             | 289 (2022)                        | 43                 | modifier les données · modifier les données |
| Vaux-sur-Somme                 | 80784      | CC du Val de Somme             | 5,18             | 272 (2022)                        | 53                 | modifier les données · modifier les données |
| La Vicogne                     | 80792      | CC du Territoire Nord Picardie | 4,84             | 242 (2022)                        | 50                 | modifier les données · modifier les données |
| Wargnies                       | 80819      | CC du Territoire Nord Picardie | 2,82             | 78 (2022)                         | 28                 | modifier les données · modifier les données |
| Warloy-Baillon                 | 80820      | CC du Val de Somme             | 15,27            | 749 (2022)                        | 49                 | modifier les données · modifier les données |
| Canton de Corbie               | 8013       |                                | 297,19           | 23 966 (2022)                     | 81                 | modifier les données                        |

## Démographie

### Démographie avant 2015
| 1962   | 1968   | 1975   | 1982   | 1990   | 1999   | 2006   | 2011   | 2012   |
| ------ | ------ | ------ | ------ | ------ | ------ | ------ | ------ | ------ |
| 15 995 | 17 240 | 18 075 | 19 027 | 19 765 | 20 668 | 21 172 | 21 647 | 21 738 |

### Démographie depuis 2015
En 2022, le canton comptait 23 966 habitants, en évolution de −1,61 % par rapport à 2016 (Somme : −1,26 %, France hors Mayotte : +2,11 %).
| 2013   | 2018   | 2022   |
| ------ | ------ | ------ |
| 24 225 | 24 369 | 23 966 |